# Isabel Durantová
Isabel Durantová ( * 1993) je australská herečka a baletka. Narodila se v Sydney. Hrála v seriálu Taneční akademie (Dance Academy), kde ztvárnila roli Grace. Také hraje mořskou vílu z ostrova Mako v seriálu Mako mermaids. Úspěšně se účastnila taneční soutěže SYTYCD.